# Mode modeste
 (mars 2022).
La mode modeste ou mode pudique (de l'anglais « modest fashion » ou « modest clothing ») est une façon de se vêtir en respectant un certain nombre de codes faisant référence à certaines conceptions de la décence. Ce terme peut particulièrement désigner un courant de mode influencé par l'islam, mais se retrouve dans certains comportements vestimentaires de courants chrétiens comme l'anabaptisme.

## Galerie

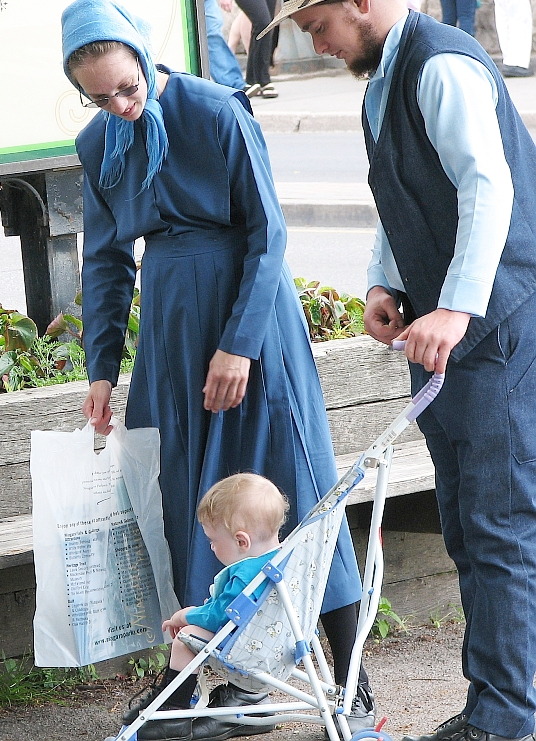
Famille Amish, Niagara Falls, 2007
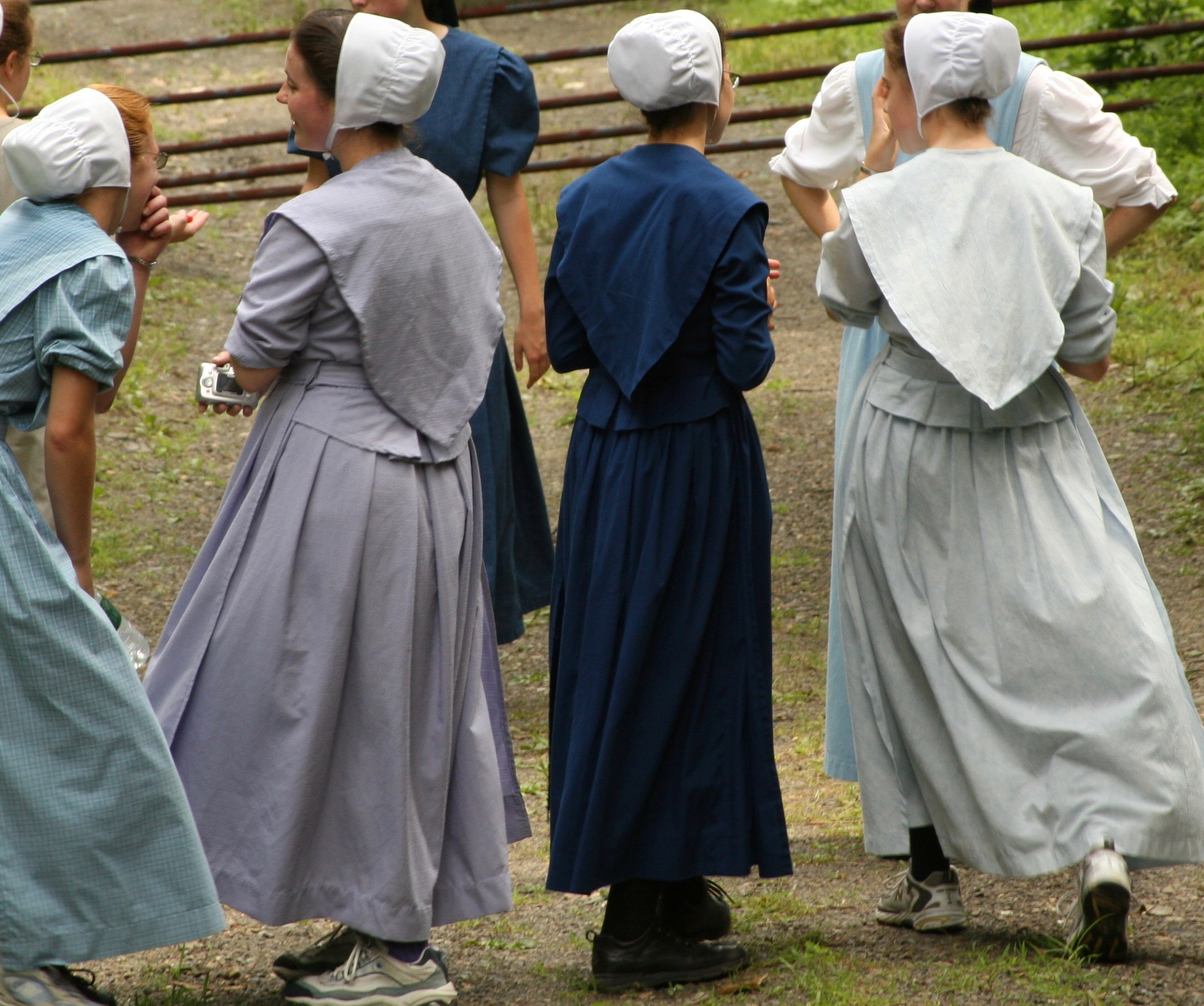
Femmes de l'Old Order River Brethren, 2006
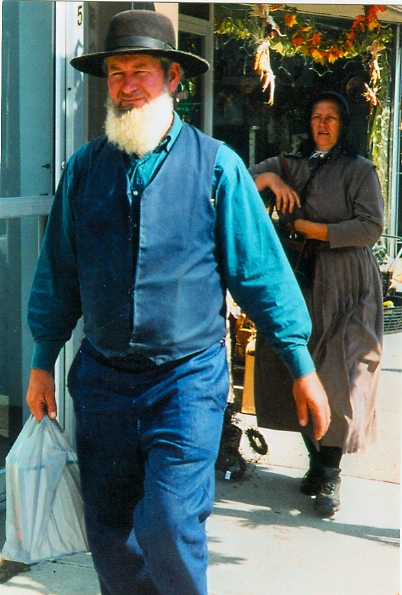
Famille Amish, Ontario, 2000
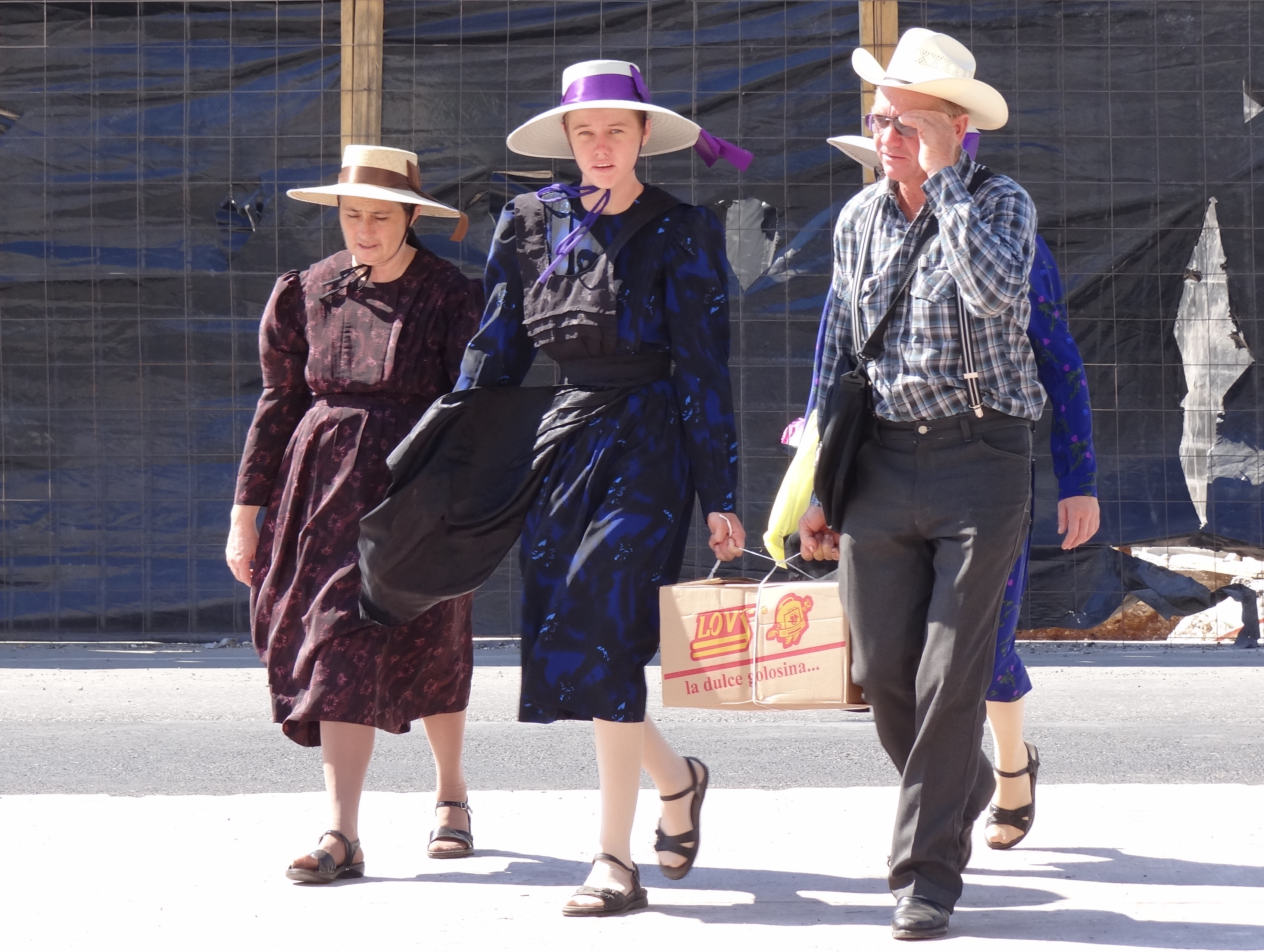
Famille mennonite, Campeche (Mexique), 2012
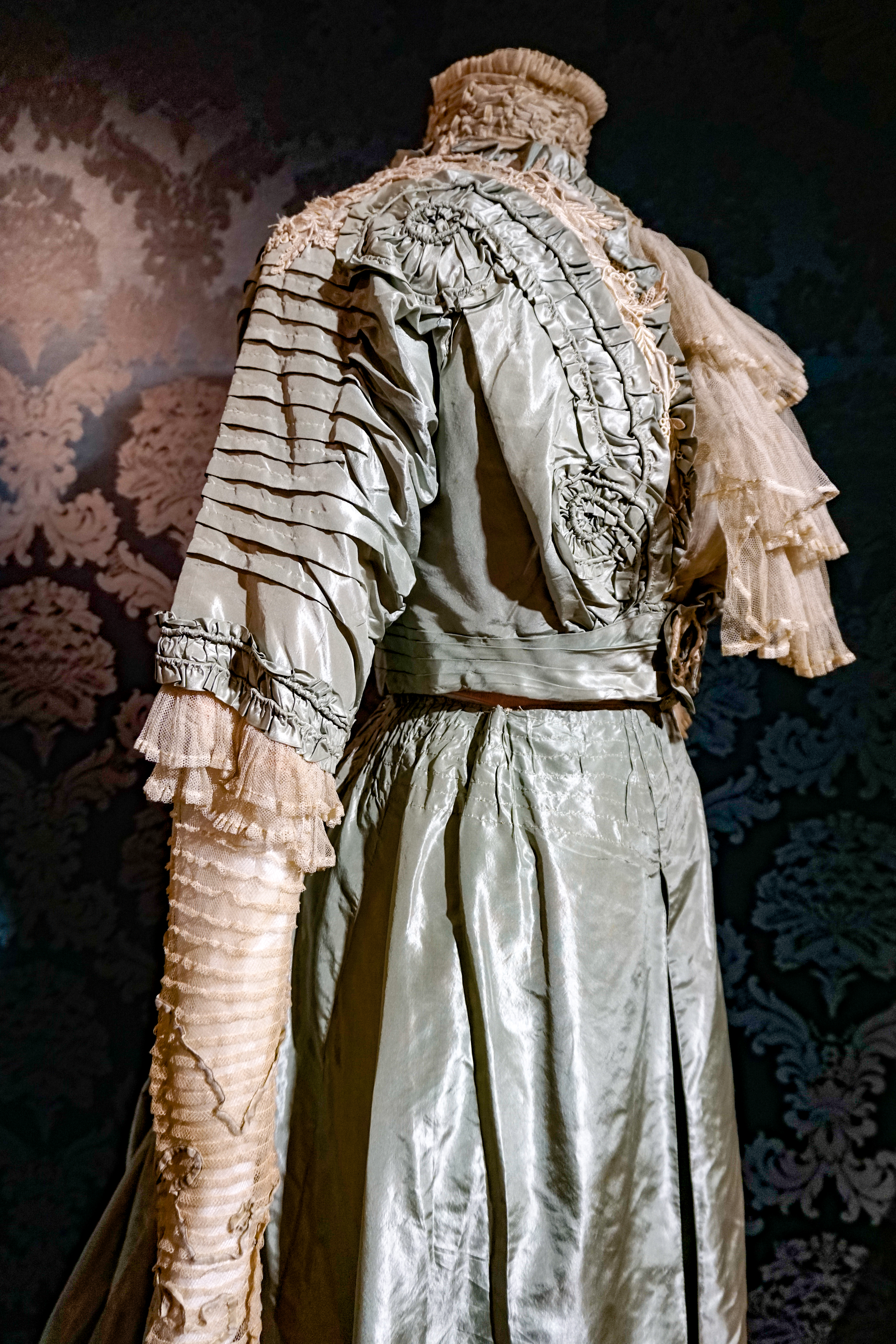
Modèle 1900.
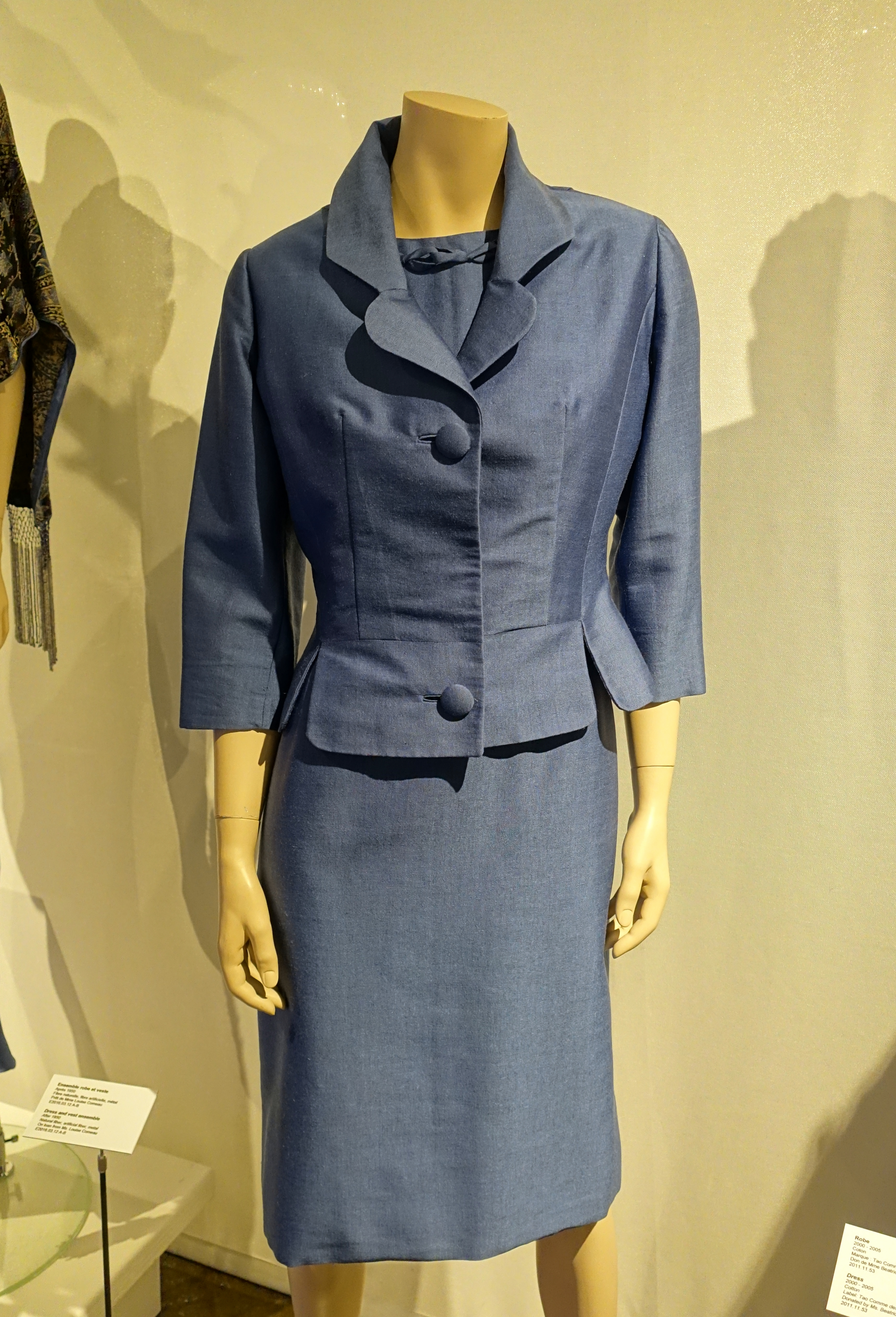
Mode 1950.

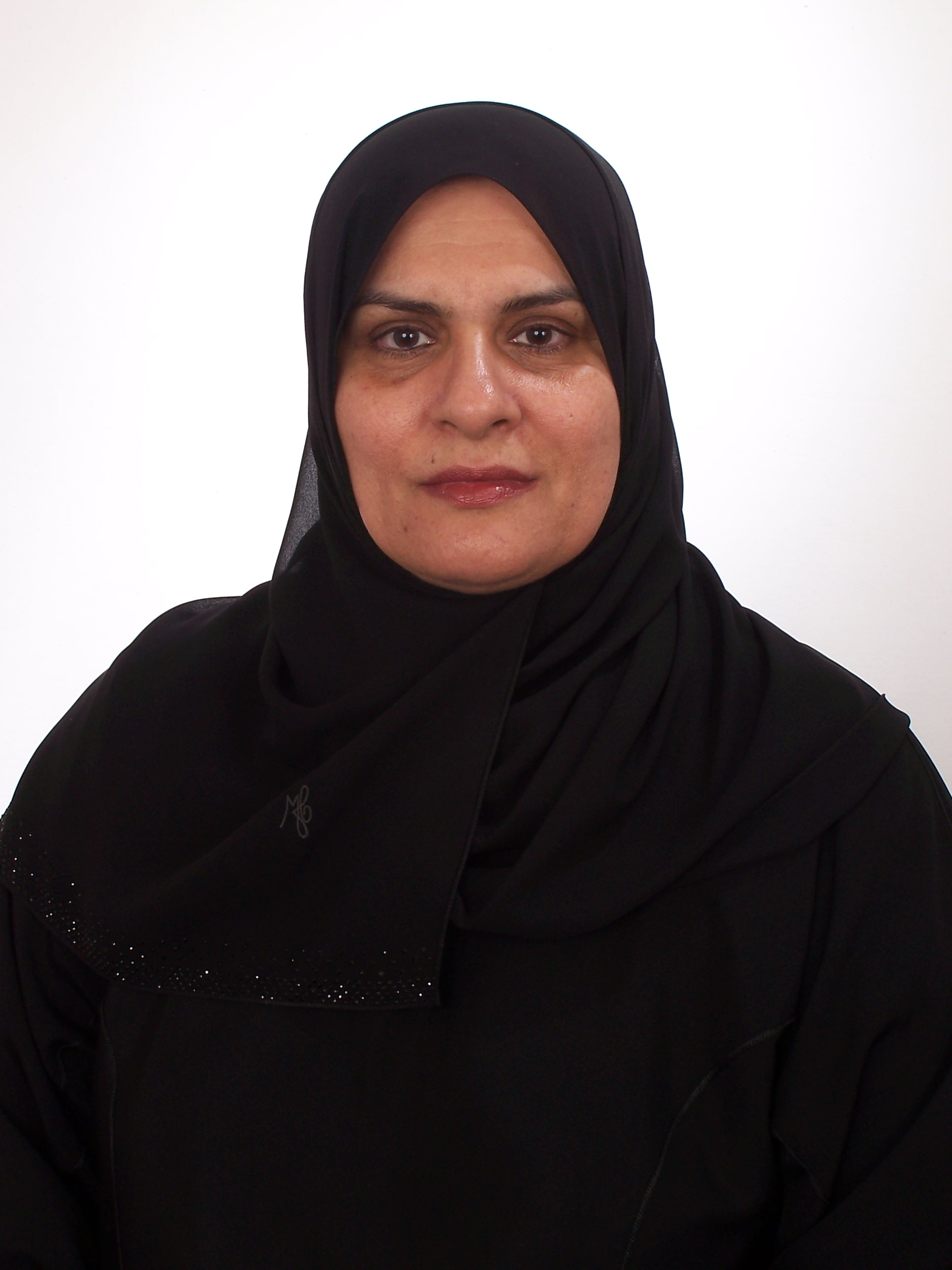
Raja Al Gurg
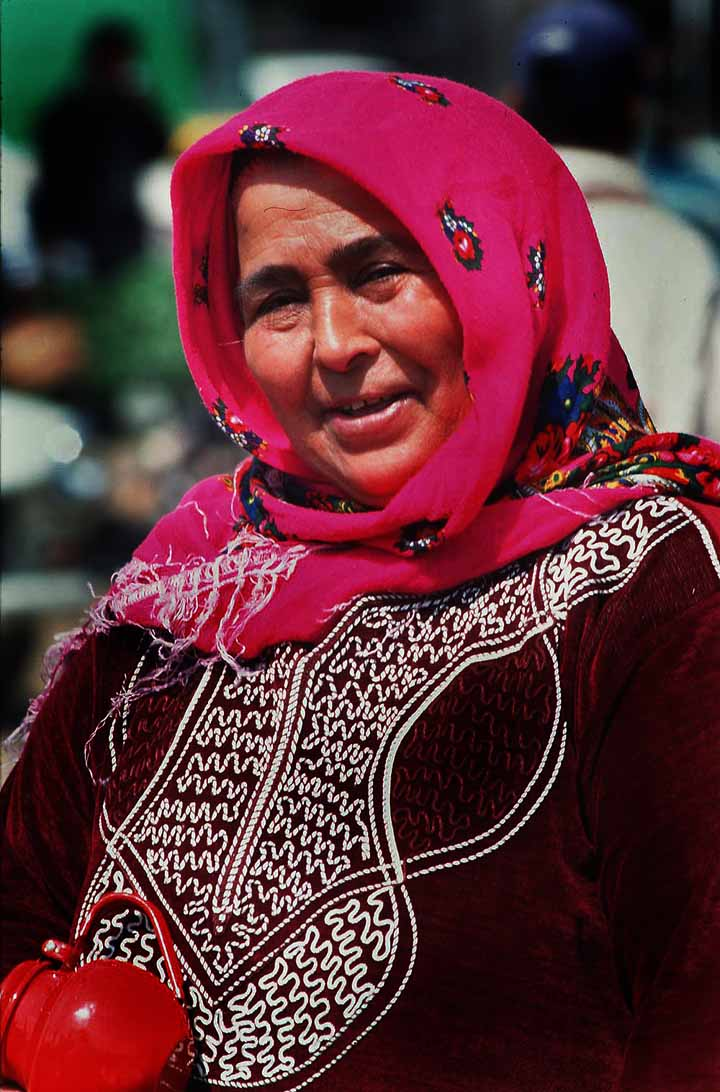
Femme en Tunisie
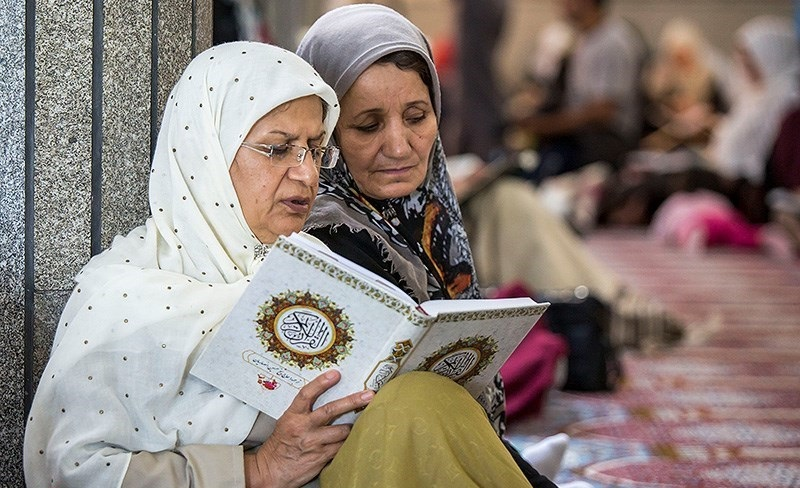
Lecture coranique en mosquée, 2018
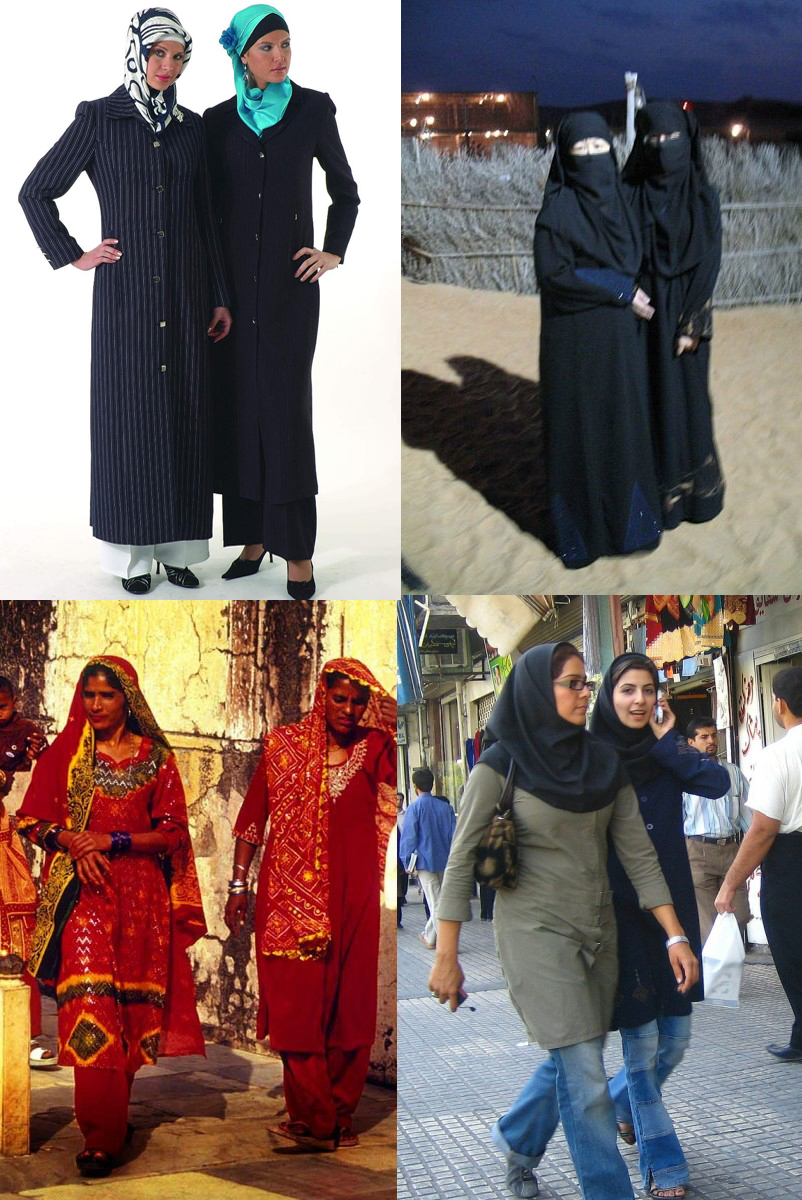
Exemples d'hijab
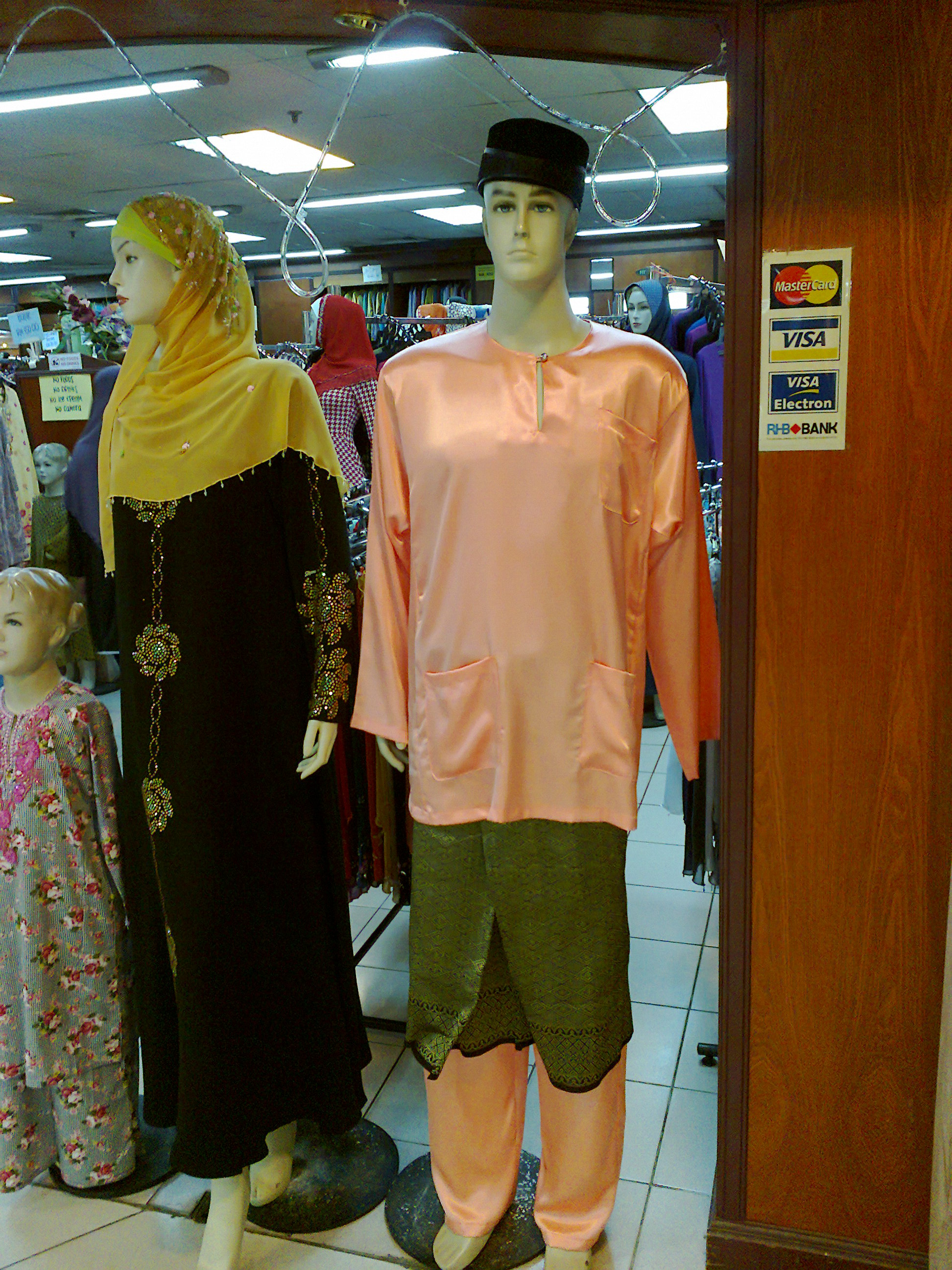
Costumes, Malaisie
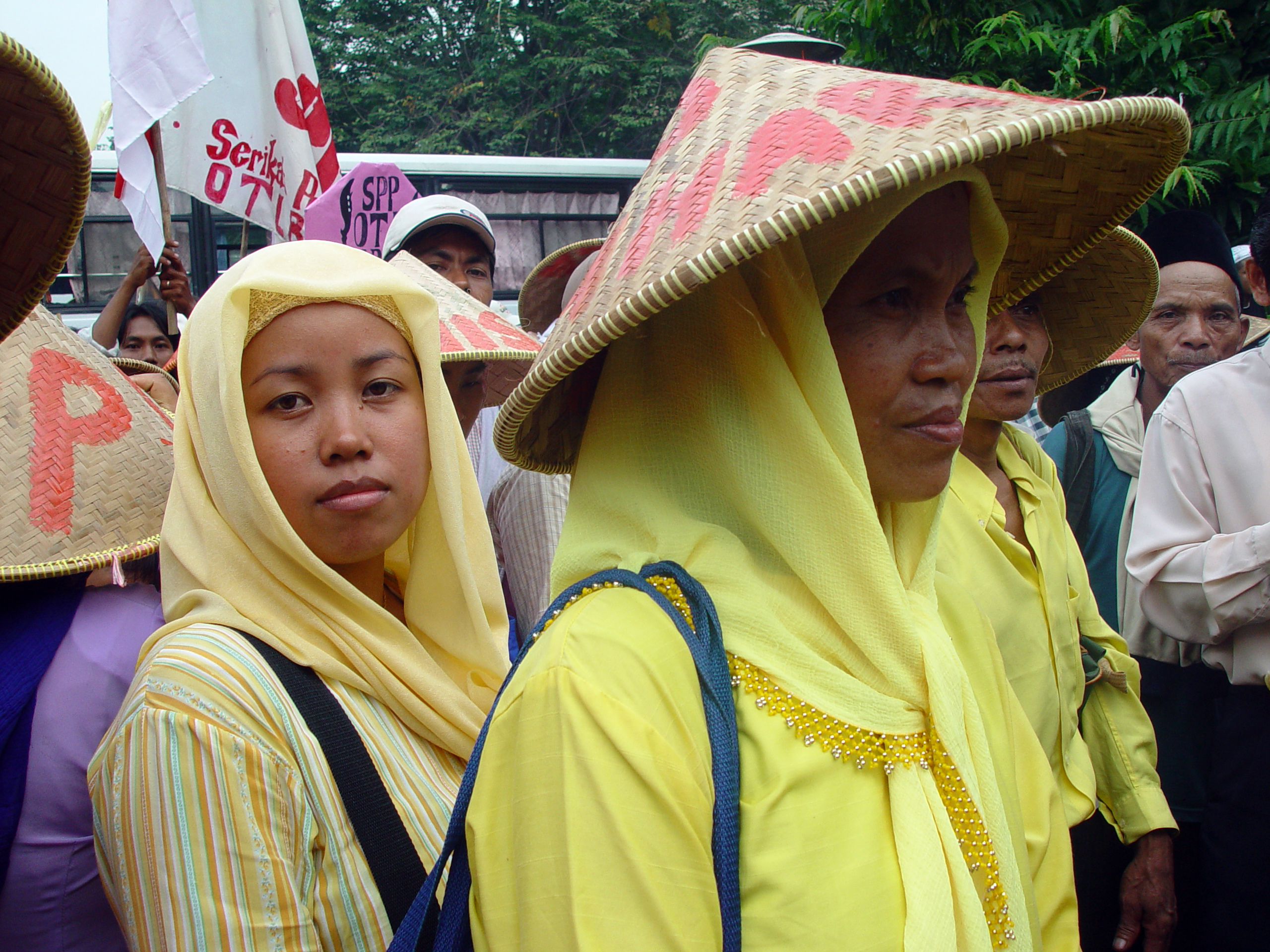
Fermiers protestataires, Djakarta

## La pudeur et la mode

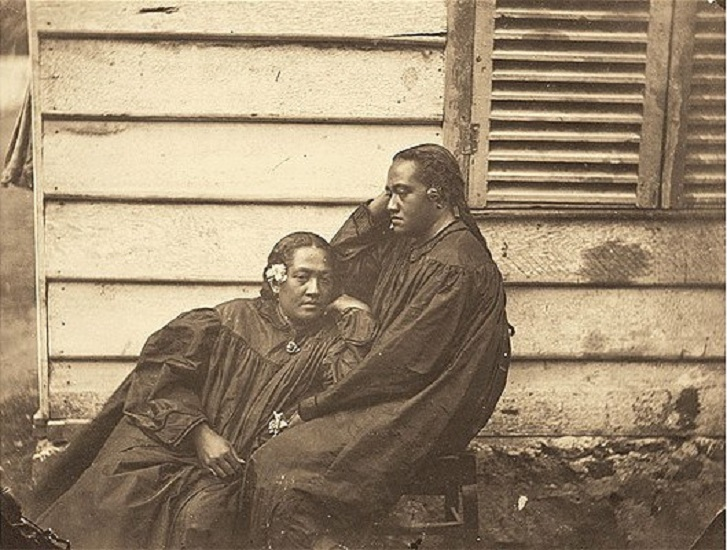
Paul-Émile Miot, Femmes tahitiennes, 1869-1870.

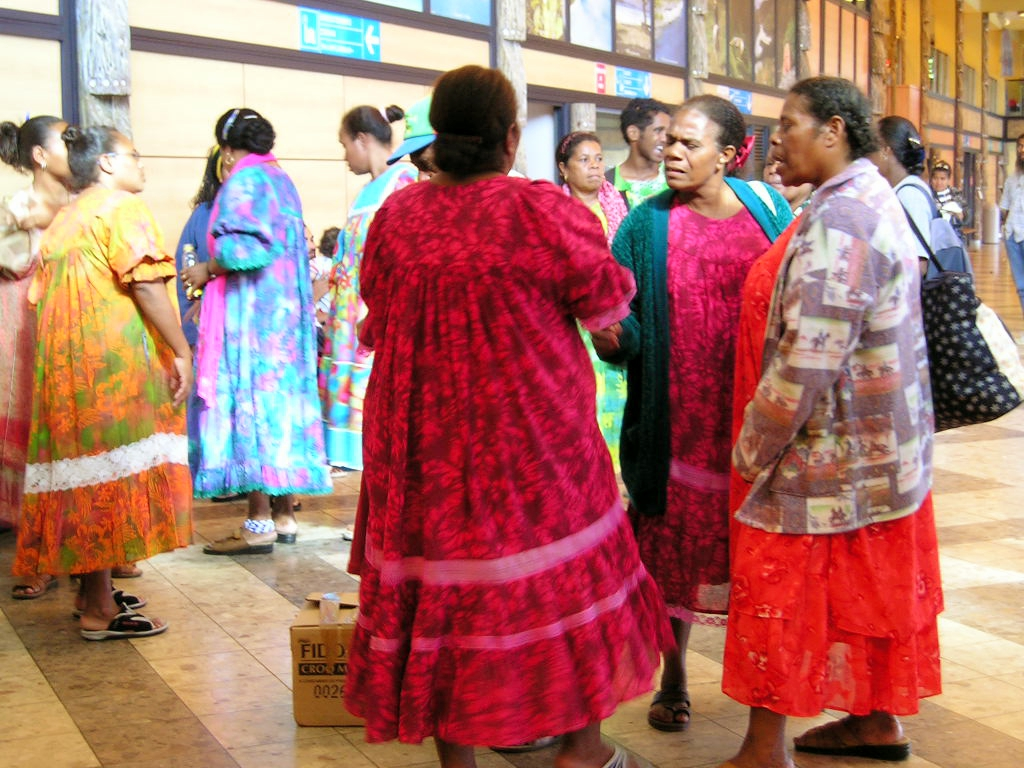
Femmes kanak en robe mission, vers 2000.

Cette mode peut être dictée par des codes religieux, globalement partagés par l'islam, le christianisme, le judaïsme, et le bouddhisme ou la population mormone avec, par exemple, des robes longues ou des manches longues pour la plupart des vêtements portés. Ces vêtements plus couvrants mais dans un style moderne ont d'abord prospéré au Brésil et aux États-Unis.

Les catholiques tenants de la mode modeste se réfèrent au pape Pie XII, qui dans une allocution aux jeunes filles de l’Action catholique de Rome déclarait le 22 mai 1941 : 

« Nombre de femmes croyantes et même pieuses, en acceptant de suivre telle ou telle mode audacieuse, font tomber par leur exemple les dernières hésitations qui retiennent une foule de leurs sœurs loin de cette mode qui pourra devenir pour elles une cause de ruine spirituelle. Tant que certaines toilettes provocantes demeurent le triste privilège de femmes de réputation douteuse et comme le signe qui les fait reconnaître, on n’osera pas les adopter pour soi. Mais le jour où ces toilettes apparaissent portées par des personnes au dessus de tout soupçon, on n’hésitera plus à suivre le courant, un courant qui entraînera peut-être aux pires chutes. »

Pour l'Américaine Shelina Janmohamed, 

« Les musulmanes utilisent leur créativité pour initier une mode qui réponde aux exigences religieuses de la modestie – des vêtements plus longs, plus amples avec des manches longues, portés avec ou sans le voile. C’est la base des exigences de l’islam. La modestie varie en fonction des pays et des cultures, mais les principes de base restent ceux-là. Ce style englobe toutes ces diversités culturelles. »

Pour la française Iman Mestaoui, cofondatrice de la marque Barcha : 

« la "modest fashion" est un courant à la fois de mode et de pensée, qui vise à mettre en valeur la femme musulmane. Cette mode, c’est aussi la femme juive et chrétienne. Ce n’est pas forcément porter un voile sur la tête. Je suis une des créatrices et je ne le porte pas, mais je me couvre les bras (...) Je crois que toute notre génération de musulmans nés en France – ou en Europe – a envie de concilier religion et mode de vie, de façon moderne. »

## La «Mode modeste» (ou modest fashion) d'inspiration occidentale

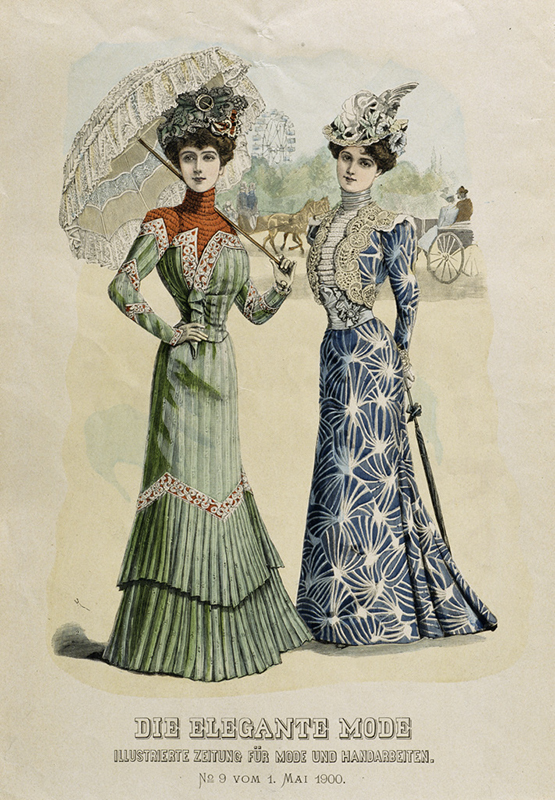
Mode couvrante années 1900.

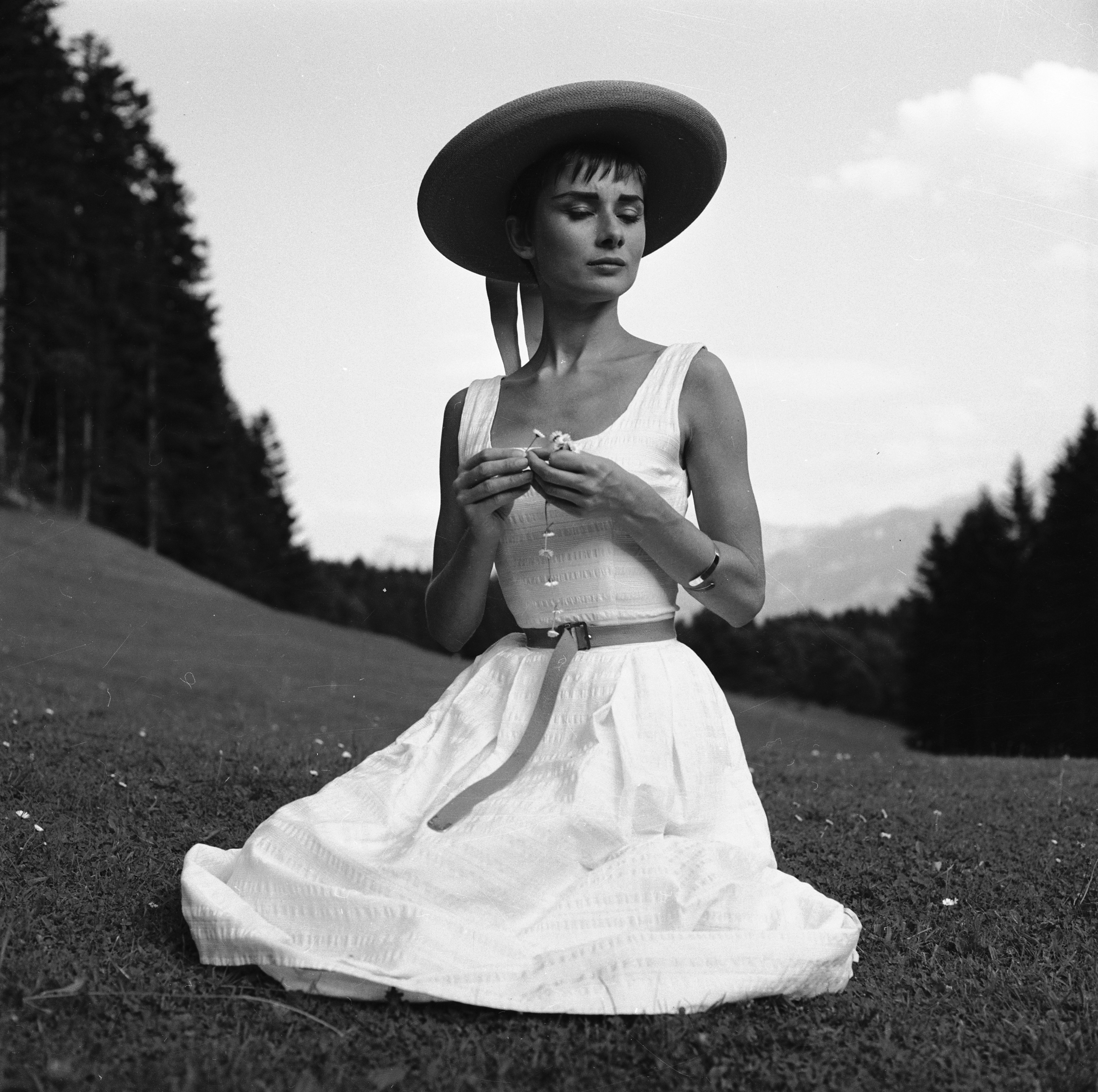
Mode des années 1950 : Audrey Hepburn.

En occident, la mode modeste réapparaît périodiquement en fonction des modes et de l'influence de la religion et des mouvements sociaux. 
Á la fin du XIXe siècle, la mode féminine se fait plus pudique, le corps étant presque entièrement recouvert,. La pudeur atteint son paroxysme en 1900. Elle concerne alors toutes les classes sociales. Les vêtements doivent tout dissimuler. Les femmes portent alors des habits serrés, des jupes longues, à col et longs manches, même en été. Le costume de bain est un habit ample et bouffant qui recouvre presque tout le corps, du cou jusqu'aux chevilles. Seules les robes de soirées laissent parfois les épaules dénudées. 
Dans le courant du XXe siècle, les habits féminins raccourcissent de manière continue en phase avec la libération progressive des mœurs. Les codes vestimentaires masculins et féminins se brouillent avec les coiffures garçonnes dans les années 1920/1930 et l'adoption des pantalons et des shorts de plus en plus courts par les femmes à partir des années 1970.
Au XXIe siècle, Le mouvement Tradwife  apparaîtempreint de nostalgie pour les années 1950 et de sa mode pudique, exprimant une éducation plus soignée ce, avant la révolution sexuelle des années 1970. Les premières femmes se revendiquant comme telles apparaissent en Angleterre puis aux États-Unis dans les années 2010. Par la suite, le mouvement émerge aussi dans des pays tels que l’Allemagne, le Brésil, le Canada, la France, et le Japon,,. Il s’inspire d'une esthétique et de canons vestimentaires pudiques fondés sur le classicisme et l'élégance dans des années 1950. Il se manifeste principalement par un retour aux robes longues couvrantes et aux décolletés modestes. Le port quasi-exclusif de robes ou de jupes et l’absence de pantalons dans leur vestiaire est en commun à presque toutes les tradwives, l'influenceuse française Hanna Gas ayant par exemple créé une ligne de vêtements féminins entièrement dépourvue de pantalons et affirmant qu'adopter la robe et la jupe toute l'année transformerait notre « rapport au monde ». Le mouvement #MeToo renforce également ce courant des femmes qui optent consciemment pour la mode modeste, se distanciant ainsi de l'hypersexualisation du corps de la femme dans l'industrie de la mode. Plusieurs couturiers et chaînes de magasin ont ainsi dévoilé des collections de modest fashion comme Oscar de la Renta, Tommy Hilfiger, Macy’s, Zara, H&M et Marks & Spencer.

## «Mode modeste» musulmane

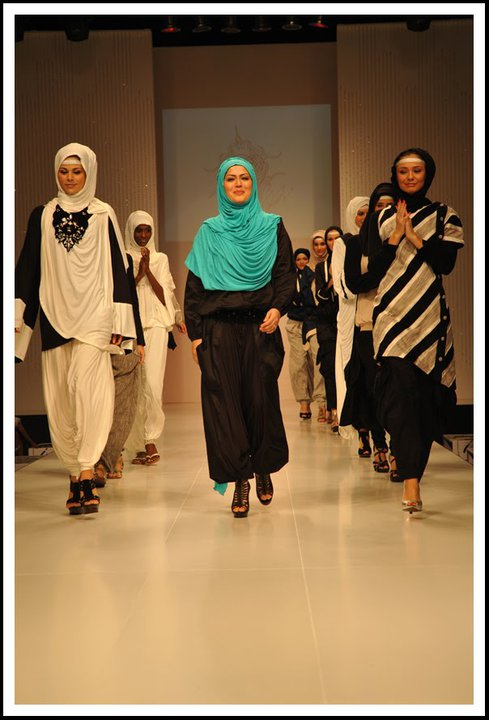
Défilé de mode islamique de 2012 présentant des abayas colorées.

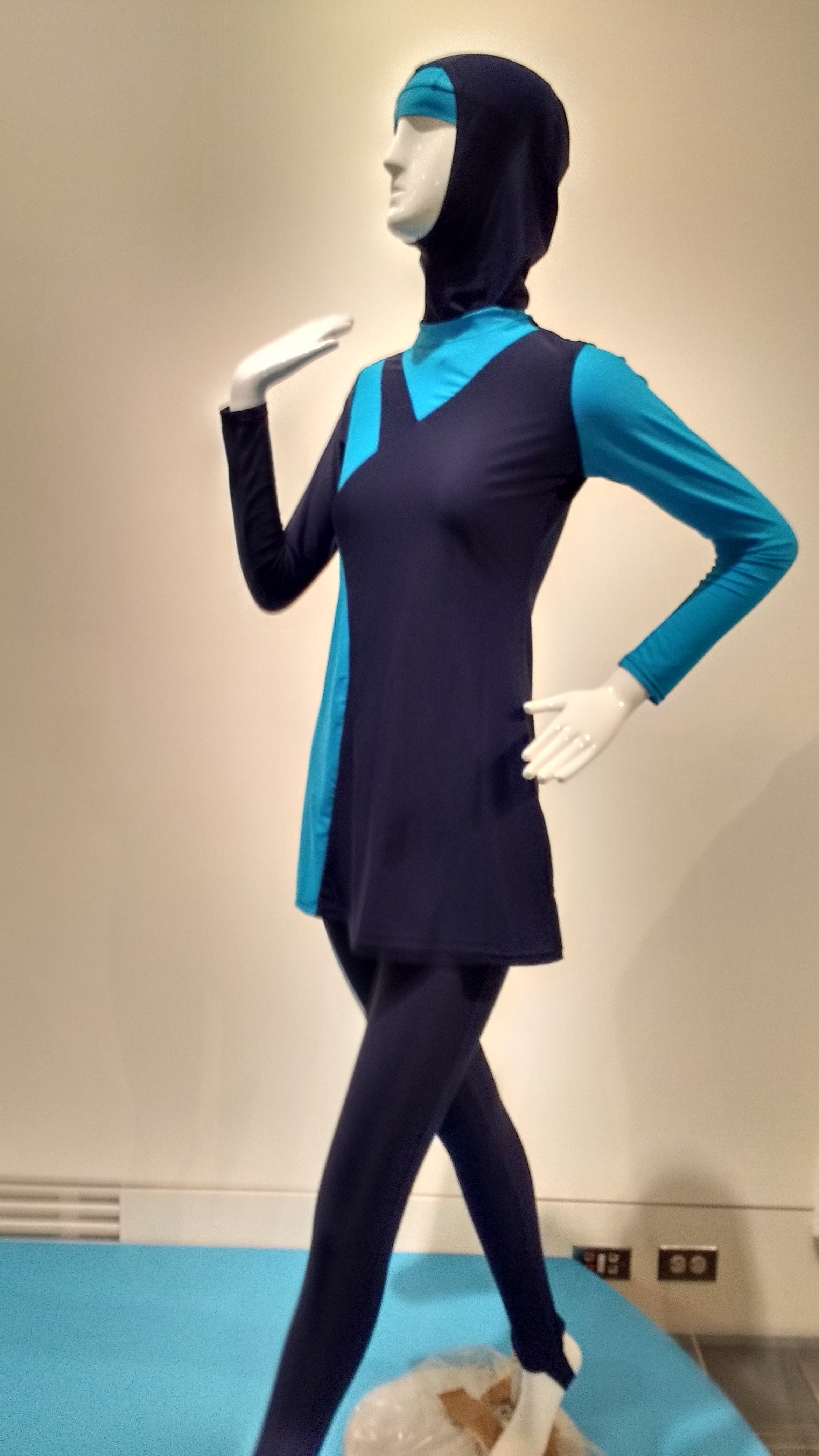
Burkini.

Bien que ne s'y réduisant pas, certaines marques ou designers s'adressent plus spécifiquement à une clientèle musulmane, notamment par un renouveau stylistique coloré autour du hidjab. À la fin des années 2000, la mode modeste se développe aux États-Unis en réaction à la mode à destination des jeunes filles qui serait trop provocante. Des activistes se regroupent sous la bannière modest clothing (vêtements décents). Le mouvement est relayé par des grandes enseignes comme Macy's qui ouvre des sections dédiés au modest clothing alors qu'au Royaume-Uni Harrods vend des abayas. Shelina Janmohamed, vice-présidente de l'agence de marketing Ogilvy & Noor, à Londres, fait elle remonter l'acte fondateur des « hijabistas » au 11 septembre 2001 : « C'est à partir de là que les jeunes femmes ont voulu affirmer leur identité en couvrant leur corps sans pour autant ressembler à leurs grands-mères ». Des stylistes mêlent religions et nouvelles aspirations séculières par le streetwear. De blogueuses musulmanes lancent différentes tendances dans les années 2010 : « Hijabistas », « mipsterz » (contraction de musulmans et hipsters), « modest fashion », etc..

Des grandes marques comme H&M sortent des collections de hidjabs, alors que Tommy Hilfiger produit des collections « spécial Ramadan », traduisant une plus grande acceptation de la mode musulmane dans les pays occidentaux mais conduisant également à un intérêt pour ces vêtements par des non-Musulmans. Pour la rédactrice en chef de Covertime, site américain dédié aux femmes musulmanes, Stephanie Khalil AlGhani, ces opérations commerciales saisonnières se fourvoieraient : 

« En lançant des collections capsules en plein ramadan, les marques occidentales prouvent qu’elles ne comprennent pas la clientèle musulmane. À cette période, nous jeûnons et nous nous tournons vers la spiritualité (...) Les musulmans vont porter des tenues traditionnelles (...) Ils s’intéressent à la mode les 11 autres mois de l’année. »

La marque italienne Dolce & Gabbana fait sensation en dévoilant le 3 janvier 2016 sur les réseaux sociaux les images de sa collection de hijabs et abayas. Des hijabs comme le modèle Happy Turban de la suédoise Iman Aldebe, sont parfois achetés autant par les musulmanes que des non-musulmanes. La marque japonaise Uniqlo commercialise également en 2016 des hijabs dans sa boutique de Londres.
La marque anglaise de prêt-à-porter Marks & Spencer propose depuis 2016 des burkinis, maillots de bain contractant les mots burqa et bikini, qui couvrent le corps entier à l’exception du visage, des mains et des pieds. 
Avec cet essor, les médias parlent véritablement de mode modeste en 2017 et 2018, ce terme entre dans les tendances de l'industrie de la mode. 
A l'instar de ces marques, des marketplaces européennes comme ASOS ajoutent également à leur catalogue des vêtements dits modestes. 
Selon le rapport Global Islamic Economy de Thomson Reuters, la communauté musulmane mondiale a dépensé 266 milliards de dollars en vêtements et chaussures en 2013. Le rapport projette des montants de 484 milliards en 2019 attirant de grandes marques occidentales et note que des femmes voilées apparaissent déjà dans les publicités d’Apple ou de Coca-Cola.

### Critiques du concept
Dans certains pays régis par les lois islamiques, ne pas couvrir son corps relève du délit, d'où une contestation de certaines féministes de cette « mode pudique » qui serait faussement permissive. Ainsi la ministre française des Droits des femmes, Laurence Rossignol, fustige cette tendance : « Lorsque des marques investissent ce marché (…) parce qu’il est lucratif, elles se mettent en retrait de leur responsabilité sociale et font, d’un certain point de vue, la promotion de cet enfermement des femmes. » De même, la députée LR Nathalie Kosciusko-Morizet déclare : « Ça ne me plaît pas. C'est un effacement du corps de la femme, et d'une part de l'individu et de son originalité. La mode c'est l'expression d'un tempérament, d'une originalité. » Le Premier ministre Manuel Valls estime lui que « le voile n'est pas un objet de mode, mais un asservissement de la femme » et la philosophe Élisabeth Badinter appelle à boycotter les marques occidentales vendant ces tenues.

Pour la sociologue Nathalie Heinich, 

« le mot "modeste" me pose problème aussi, puisqu’on sait que c’est le terme utilisé par les propagandistes, disons fondamentalistes, qui utilisent ce mot de "modestie". Ce qui est une façon très politiquement correcte à mon avis de qualifier une obligation que se font certaines femmes, ou qui sont faites à certaines femmes, de prendre sur elles le poids des problèmes de sexualité masculins. »

Pour Trendwatching, 

« au contraire, certaines communautés, en se rendant visibles, font probablement évoluer les mentalités: en accueillant le regard de l’autre, elles adaptent leurs idées et enrichissent la palette des normes sociales; du côté des autres individus, on peut plonger dans un univers certes différent mais pas hostiles. La seule crainte qu’on décèle est probablement dans les sites qui imposent une vision normative et exclusive du style. »

« Ce n'est pas la charia en vêtement » pour Tamara Hostal, fondatrice de l'école Esmod à Dubai.

#### Indécence
- Exhibition sexuelle, exhibitionnisme, obscénité, outrage public à la pudeur,
- Nudisme, naturisme, naturisme anthropologique, Naturphilosophie, Lebensreform